# Polydesmus lignaui
Polydesmus lignaui är en mångfotingart som beskrevs av Hans Lohmander 1936. Polydesmus lignaui ingår i släktet Polydesmus och familjen plattdubbelfotingar. Inga underarter finns listade i Catalogue of Life.